# خليك مع الله (فلم)
خليك مع الله  فيلم دراما للمخرج حلمي رفلة  عام 1954 كتب القصة حسن عبد الوهاب  وكتب السيناريو والحوار عبد العزيز سلام. الفيلم من بطولة محمد الكحلاوي، نادية رياض، إسماعيل يس، زمردة، محمود المليجي، وزينات صدقي  وتدور الأحداث حول الشاب المستقيم أحمد عندما يسمع من زوجة أبيه أنه لقيط فيهجر بيت الأسرة، ولكن الأب يكشف الحقيقة، قبل وفاته، ويترك كل ثروته لأحمد.
صدر الفيلم إلى دور العرض المصرية في 9 أغسطس 1954.
منح موقع قاعدة بيانات الأفلام العربية «السينما.كوم» الفيلم درجة 5.5/ 10.

## طاقم التمثيل
محمد الكحلاوي: في دور أحمد
نادية رياض: في دور فتحية
إسماعيل ياسين: في دور شلاضيمو (صديق أحمد)
زمرده: في دور أنوار (الراقصة)
محمود المليجي: في دور حنفي (وكيل المصنع)
زينات صدقي: في دور طماطم (قريبة فتحية)
عبد الوارث عسر: في دور الحاج طلبة (والد فتحية)
ميمي شكيب: في دور زوجة أبو أحمد
نور الدمرداش: في دور ممدوح (أخو أحمد غير الشقيق)
جمالات زايد: في دور أم كلوه
زكي إبراهيم: في دور أبو أحمد
محمد كامل: في دور الخادم
كمال حسين: في دور أمين (كاتب المصنع)
زكي محمد حسن: في دور دنجل (من عصابة حنفي)
محمد صبيح: في دور نافع (من عصابة حنفي)
محسن حسنين: في دور بلية (من عصابة حنفي)
بالاشتراك مع: ميرفت كاظم - محمد شوقي - نبوية مصطفى (راقصة) - كيتي (راقصة)

## أغاني الفيلم
يا وابور رايح على فين - داري الجمال من عينيك - خليك مع الله - يا بوي آه ياني - أول ليالي الهناء.
كلمات الأغاني: حيرم الغمراوي - بيرم التونسي - عبد الفتاح شلبي
ألحان وغناء: محمد الكحلاوي
نادية رياض: (اسم الميلاد: نادية احمد رياض عبد العليم 1921 - 1955)
قامت ببطولة الفيلم وغناء «يا ليالي الهنا» كلمات حيرم الغمراوي وألحان محمد الكحلاوي. توفت عن عمر يناهز 34 سنة ولم تقدم أي أعمال سينمائية غير «خليك مع الله». 

## أحداث الفيلم
يعيش الشاب أحمد (محمد الكحلاوي) مع والده المريض (زكي إبراهيم) وزوجة أبيه (ميمي شكيب) وأخيه الغير شقيق ممدوح (نور الدمرداش). يعود ممدوح للبيت في حالة سكر مما يدفع أحمد أن يضربه، وتعترض زوجة الأب وتقول لزوجها أن أحمد ليس له الحق في ضرب ولدها فهو «لقيط»، ويسمع أحمد قولها ويترك البيت. يكشف أبو أحمد لزوجته حقيقة أن «أحمد» ابنه الشرعي، أنجبه من زوجة أخرى ماتت، وانه أودع المستندات الدالة على ذلك عند المحامي قاسم حمدي (عبد الوهاب المسيري). يموت الأب، ويبحث ممدوح وأمه، دون جدوى، عن أحمد بحجة أن أبيه مات وهو مديون بأموال كثيرة، كي يطلبون منه أن يتنازل عن ميراثه لتسديد الديون، وذلك قبل أن يتقابل مع المحامي، ولكنهم لا يعثروا عليه. يلتقي أحمد بالشاب شلاضيمو (إسماعيل ياسين) الذي يصطحبه ليستأجر غرفة من الست أم كلوه (جمالات زايد) ويحاول أن يجد له وظيفة في مصنع الحاج طلبه (عبد الوارث عسر) ولكن حنفي (محمود المليجي)، مدير المصنع الفاسد، يعترض. يتحرش كلوه بفتحية (نادية رياض) ابنة الحاج طلبه، ويتصدى له أحمد. تسارع أم كلوه بطرد أحمد، ويقوم الحاج طلبة بتوفير سكن آخر لأحمد ويلحقه بالعمل في مصنعه. يقوم أحمد بإصلاح الماكينات المعطلة مما يثير استياء حنفي وعصابته: بليه (محسن حسنين) ونافع (محمد صبيح) ودنجل (زكي الحرامي) وأمين (كمال حسين). يقوم أفراد عصابة حنفي بمحاربة أحمد ومحاولة تعطيل الماكينات، ولكن أحمد يقابل تحركاتهم بالتسامح. تقع فتحية في حب العامل الشهم المجتهد أحمد، وتساعدها طماطم (زينات صدقي) خطيبة شلاضيمو، على التقرب لحبيبها. يتقدم أحمد لخطبة فتحية من الحاج طلبه الذي يطلب منه أن يحضر أهله. يشعر أحمد بالحرج واليأس ويرحل بعيداً هرباً ممن حوله. يعثر ممدوح على أحمد ويدفع صديقته الراقصة أنوار (زمرده) للتقرب من أحمد ودفعه للتوقيع على التنازل. تدعي أنوار أنها لقيطة، ولا أهل لها، ويرق لها أحمد ويستضيفها في منزله. يدعوهم ممدوح للغداء بمنزله، بينما تقوم أنوار بسرقة مصاغ زوجة أبيه، حسب الخطة المتفق عليها، ويتهموا أحمد بالسرقة ولكن زوجة الأب تعرض التنازل مقابل التوقيع، ولكن الخادم صالح (محمد كامل) يكشف الحقيقة وأن ميراث أحمد هو ثروة طائلة، وأبيه لم يكن مديونا، ويسترد أحمد ميراثه ويتزوج من فتحية بعد القبض على حنفي وعصابته.

## روابط خارجية
- مقالات تستعمل روابط فنية بلا صلة مع ويكي بيانات

https://vimeo.com/275214545 خليك مع الله (فيلم)
https://elcinema.com/work/1543743 خليك مع الله (فيلم)
https://www.imdb.com/title/tt0317616/ خليك مع الله (فيلم)
https://dhliz.com/film/khalleik_ma3_allah/ خليك مع الله (فيلم)
https://www.filmweb.pl/film/Halik+ma+Allah-1954-470337 خليك مع الله (فيلم)
https://karohat.com/Title/f8a0bc26-e38d-4ee7-96fb-c594bf180bb1 خليك مع الله (فيلم)
https://www.youtube.com/watch?v=H1VVDN4_UVg خليك مع الله (فيلم)
https://www.youtube.com/watch?v=bxkATPz3DOs خليك مع الله (فيلم)
https://www.youtube.com/watch?v=6dmgJypGyeo خليك مع الله (فيلم)
https://www.youtube.com/watch?v=cO58E0bY8PI خليك مع الله (فيلم)